# Olümpé
Olümpé (ógörög Ολύμπη, latin Olympe, albán Olimpe) ókori görög romváros az egykori Épeirosz területén, a mai Albánia délnyugati részén, Vlora városától légvonalban 8 kilométerre délkeleti irányban, a mai Mavrova falu határában. Neve gyakran helytelenül Olümpia / Olympia alakban jelenik meg a forrásokban.
A területen a 2010-es évekig csupán szórványos régészeti feltárásokat végeztek, így Olümpé története kevéssé ismert. Az egykori várost védő falak maradványai ma is láthatóak, ezek két szakaszban, az i. e. 4. század elején, illetve végén épültek. Az ásatások során napvilágra került fazekasmunkák (főként importált ión edények) alapján már az i. e. 7. században is lakták a várost. Olümpé korabeli gazdasági és kereskedelmi jelentőségéről vallanak az innen előkerült, helyben veretett pénzérmék. 1990-ben tárták fel a város nekropoliszának huszonkét sírját, amelyek az i. e. 4. és 1. század között keletkeztek.